# Ględy (województwo pomorskie)
Ględy (niem. Glanden) – osada w Polsce położona w województwie pomorskim, w powiecie sztumskim, w gminie Stary Dzierzgoń.
Wieś wzmiankowana w dokumentach z 1494, jako wieś pruska na 8 włókach. Pierwotna nazwa Glande najprawdopodobniej wywodzi się od imienia Prusa – Glande. W 1782 we wsi odnotowano trzy domy, natomiast w 1858 w dwóch gospodarstwach domowych było 41 mieszkańców. W latach 1937–1939 było 55 mieszkańców. W 1973 jako majątek Glądy należały do powiatu morąskiego, gmina Stary Dzierzgoń, poczta Stare Miasto.